# Лейк-Голідей (Іллінойс)
Лейк-Голідей (англ. Lake Holiday) — переписна місцевість (CDP) в США, в окрузі Ла-Салл штату Іллінойс. Населення — 5687 осіб (2020).

## Географія
Лейк-Голідей розташований за координатами 41°36′57″ пн. ш. 88°39′54″ зх. д. / 41.61583° пн. ш. 88.66500° зх. д. (41.615750, -88.665132).  За даними Бюро перепису населення США в 2010 році переписна місцевість мала площу 9,54 км², з яких 8,29 км² — суходіл та 1,25 км² — водойми.

## Демографія
Згідно з переписом 2010 року, у переписній місцевості мешкала 4761 особа в 1689 домогосподарствах у складі 1341 родини. Густота населення становила 499 осіб/км².  Було 1949 помешкань (204/км²).
Расовий склад населення:
| - 97,2 % — білих - 0,8 % — чорних або афроамериканців - 0,2 % — корінних американців - 0,1 % — азіатів |

До двох чи більше рас належало 0,8 %. Частка іспаномовних становила 3,9 % від усіх жителів.
За віковим діапазоном населення розподілялося таким чином: 25,4 % — особи молодші 18 років, 64,0 % — особи у віці 18—64 років, 10,6 % — особи у віці 65 років та старші. Медіана віку мешканця становила 39,6 року. На 100 осіб жіночої статі у переписній місцевості припадало 105,3 чоловіків;  на 100 жінок у віці від 18 років та старших — 106,0 чоловіків також старших 18 років.
Середній дохід на одне домашнє господарство  становив 88 630 доларів США (медіана — 77 879), а середній дохід на одну сім'ю — 91 604 долари (медіана — 80 281). Медіана доходів становила 52 131 долар для чоловіків та 36 620 доларів для жінок. За межею бідності перебувало 5,2 % осіб, у тому числі 0,7 % дітей у віці до 18 років та 4,5 % осіб у віці 65 років та старших.
Цивільне працевлаштоване населення становило 2563 особи. Основні галузі зайнятості: освіта, охорона здоров'я та соціальна допомога — 17,7 %, роздрібна торгівля — 15,1 %, виробництво — 14,9 %.